# 弗朗兹·威尔瑟-莫斯特
弗朗茨·利奥波德·马里亚·莫斯特（德語：Franz Leopold Maria Möst，1960年8月16日—），艺名弗朗茨·威尔瑟-莫斯特（德語：Franz Welser-Möst，又译韦尔泽-莫斯特），奥地利指挥家，克利夫兰管弦乐团现任音乐总监。

## 生平
威尔瑟-莫斯特生于林茲，早年学习小提琴和钢琴，1974年进入林茨音乐中学，16岁起便开始指挥学校的乐团和合唱团。1978年的一次车祸造成其手部神经损伤，从此他转向指挥学习，师从巴爾丁·蘇澤。1980年至1984年他在慕尼黑音乐学院学习，但未毕业。
1986至1991年，威尔瑟-莫斯特担任瑞典诺尔雪平交响乐团首席指挥。1986年，他与伦敦爱乐乐团首次合作，后于1990至1996年间担任首席指挥，他在伦敦爱乐的6年任期充满争议。
1995年到2002年他成为蘇黎世歌劇院音乐指导。2002年他成为克利夫兰管弦乐团首席指挥，9个月之后，他的合约一下子延到2011-12年乐季。2005年9月1日他兼任苏黎世歌剧院音乐总监。他已在苏黎世指挥超过40场歌剧。
威尔瑟-莫斯特2010秋出任維也納國立歌劇院藝術總監，並常到柏林德意志歌劇院和萨尔茨堡音乐节擔任客席指揮，還指挥过维也纳爱乐乐团、柏林爱乐乐团、古斯塔夫·马勒青年乐团和巴伐利亞廣播交響樂團等多個著名樂團。2014年9月，威爾瑟-莫斯特宣布辭任維也納國立歌劇院藝術總監。
2019年3月，威爾瑟-莫斯特率克里夫蘭管弦樂團赴台湾演出，次月到中国大陆巡演。
2020年，威尔瑟-莫斯特出版了自传《来自静寂——在不和谐的世界中寻找平静》（德語：Als ich die Stille fand: Ein Plädoyer gegen den Lärm der Welt）。
威尔瑟-莫斯特曾指揮2011年、2013年及2023年的维也纳新年音乐会。

## 获奖与荣誉
- 留声机奖
- 日本唱片学院奖声乐类（1996年）[14]
- 三项格莱美提名
- 莫扎特奖（1999年）
- 克利夫兰凯斯西储大学荣誉博士（2003年）
- 年度指挥家（2003年）
- 奥地利共和国科学与艺术一级十字勋章